# Pragtlyrehale
Pragtlyrehale (Menura novaehollandiae) også kaldt Grå lyrehale er en fugl af familien lyrehaler inden for ordnen spurvefugle. Pragtlyrehalen er endemisk for Australien og sammen med ravnen hører den til de største af alle spurvefugle. Lyrehaler er i øvrigt kendt for deres evne til at imitere lyde.
Tre underarter er i dag anerkendt 
- Menura novaehollandiae edwardi (Chisholm, 1921)
- Menura novaehollandiae novaehollandiae (Latham, 1802)
- Menura novaehollandiae victoriae (Gould, 1865)